# Vipio andrieui
Vipio andrieui är en stekelart som beskrevs av André Vuillet 1912. Vipio andrieui ingår i släktet Vipio och familjen bracksteklar. Utöver nominatformen finns också underarten V. a. bruesianus.